# 阿茲納德·卡羅斯
阿茲納德·卡羅斯（1990年6月14日—）是一名安哥拉手球運動員，曾代表國家參加2012年倫敦奧運的女子手球比賽，並未獲得獎牌。